# Jason Bay
Jason Raymond Bay (Trail, 20 settembre 1978) è un ex giocatore di baseball canadese.

## Gli inizi
Nel 1990 Jason Bay partecipò con la squadra della sua città natale, Trail, alle Little League World Series.
Dopo la scuola superiore, frequentò la Gonzaga University.

## Minor League
Nel 2000 fu scelto al 22º giro del draft della Major League Baseball (MLB) dai Montreal Expos e venne assegnato ai Vermont Expos in A-.
Nel 2001 giocò con Jupiter Hammerheads in singolo A avanzato e con i Clinton Lumber Kings in singolo A; complessivamente, chiuse l'anno con una media battuta di .315 con 14 fuoricampo e 71 punti battuti a casa (RBI) in 125 partite giocate nelle leghe minori.
Il 24 marzo 2002 venne ceduto insieme a Jim Serrano ai New York Mets in cambio di Lou Collier. I Mets assegnarono Bay alle leghe minori. Prima della fine della stagione venne ceduto ai San Diego Padres insieme a Josh Reynolds e Bobby Jones in cambio di Jason Middlebrook e Steve Reed.

## Major League

### San Diego Padres (2003)
Bay debuttò in Major League Baseball (MLB) con i Padres il 23 maggio 2003, al Bank One Ballpark di Phoenix contro gli Arizona Diamondbacks, ottenendo la sua prima valida colpendo un fuoricampo nel nono inning. Dopo sole 3 partite si ruppe il polso destro dopo esser stato colpito dalla palla lanciata dal lanciatore avversario.
Il 26 agosto dello stesso anno venne ceduto ai Pittsburgh Pirates insieme a Oliver Pérez e Cory Stewart in cambio di Brian Giles.

### Pittsburgh Pirates (2003-2008)

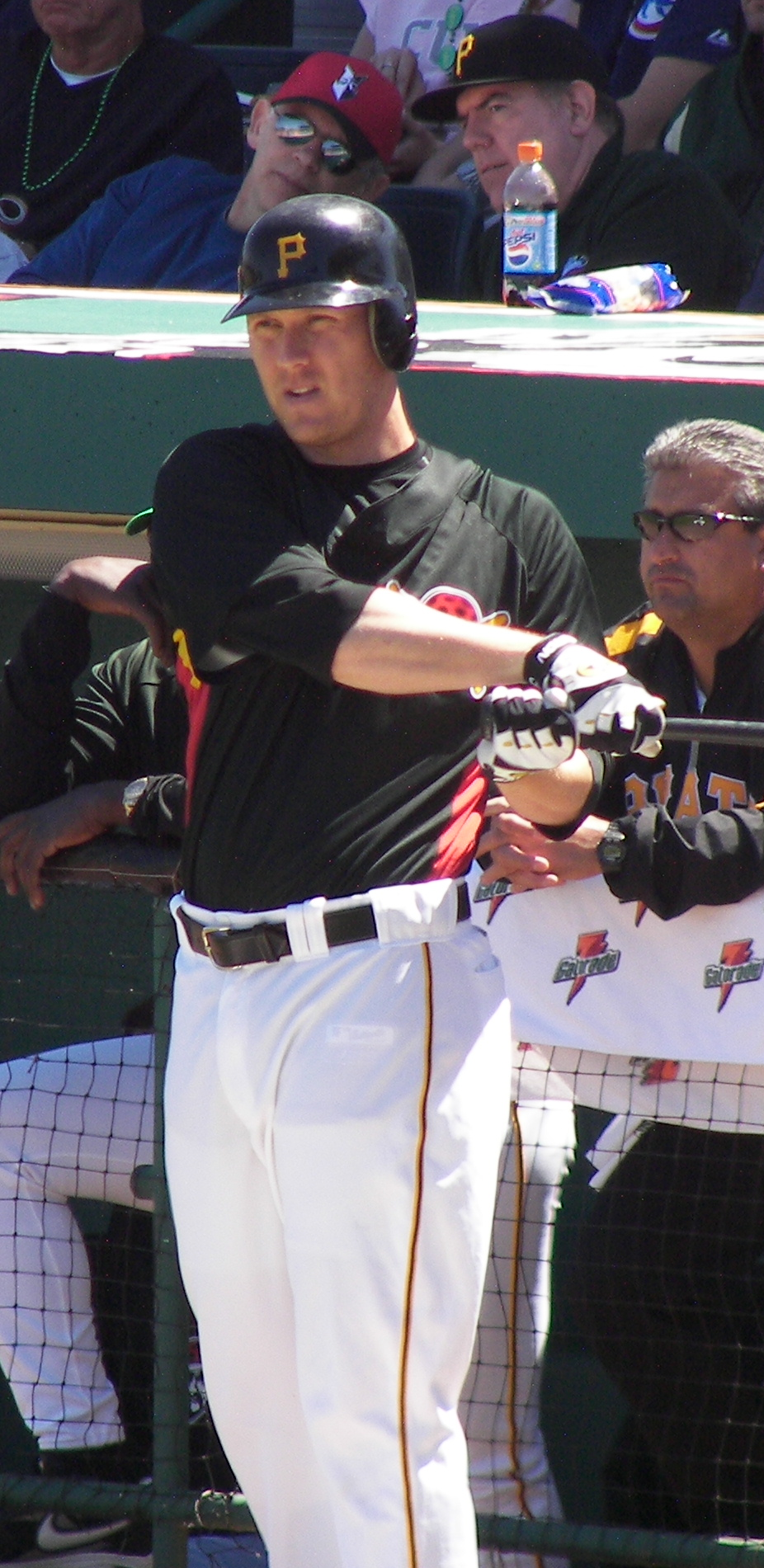
Jason Bay durante lo spring training dei Pittsburgh Pirates nel 2007

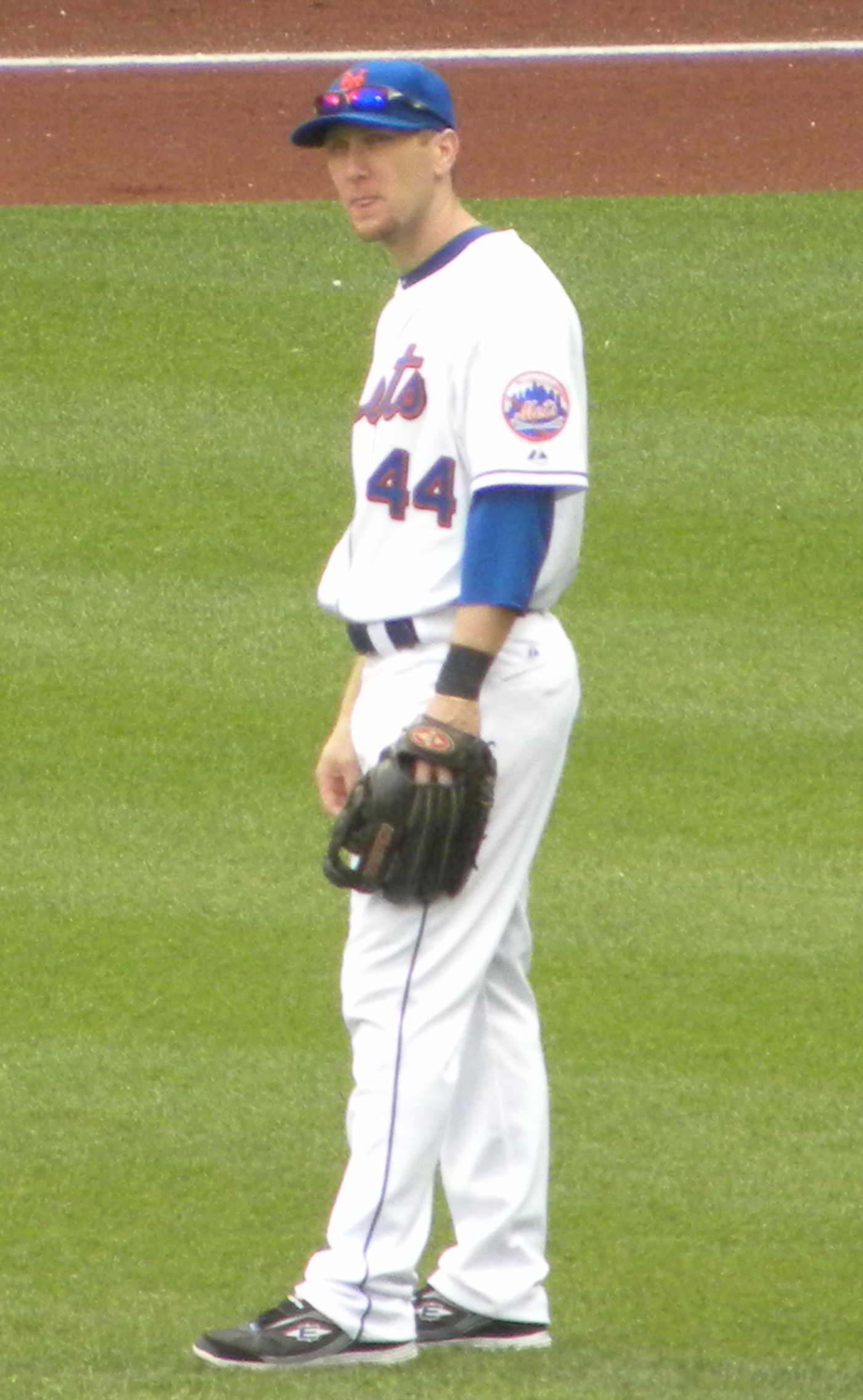
Bay con i Mets nel 2010

Nella parte finale della stagione 2003 Bay giocò 27 partite con i Pirates, con .291 di media battuta, 3 fuoricampo e 12 punti battuti a casa.
Nella stagione 2004, iniziata per lui solo a maggio a causa di un intervento alla spalla, ottenne una serie di ottimi risultati che gli valsero il premio come miglior rookie dell'anno della National League, primo giocatore dei Pittsburgh Pirates e primo canadese ad ottenere il riconoscimento.
Nel 2005 Bay ottenne la sua prima convocazione all'All-Star Game. Terminò la stagione con 32 fuoricampo, 101 RBI e una media battuta di .306.
A novembre del 2005 firmò con i Pirates un'estensione di 4 anni del suo contratto per un totale di 18,25 milioni di dollari.
Tra il 6 e il 18 maggio 2006 inanellò una striscia di 10 partite consecutive con almeno un fuoricampo all'attivo. Venne poi convocato per la seconda volta di fila all'All-Star Game. Chiuse la stagione con 35 fuoricampo, 109 RBI e una media battuta di .286.
Nella stagione 2007 calò nelle sue prestazioni chiudendo con 21 fuoricampo, 84 RBI e una media battuta di .247.
Nel mese di maggio del 2008 ottenne nelle due partite consecutive contro i Chicago Cubs, due battute valide decisive per la vittoria negli extra-inning della partita. Nel mese successivo ottiene un fuoricampo decisivo nella vittoria contro i Tampa Bay Rays nel 13º inning.
Poi il 31 luglio 2008 viene ceduto ai Boston Red Sox.

### Boston Red Sox (2008-2009)
Nel suo debutto con i Red Sox, al 12º inning Bay batté un triplo, e poi su singolo di Jed Lawrie arrivò a casa segnando il punto della vittoria per Boston. Il suo primo fuoricampo lo ottenne contro gli Oakland Athletics nella partita successiva. Con Boston Bay ottenne la sua prima apparizione ai play-off, arrivando fino alla finale dell'American League, dove furono sconfitti dai New York Yankees.
Nel 2009 Jason Bay ottenne la terza convocazione all'All Star Game e a fine anno vinse il Silver Slugger Award della American League. In 151 presenze fece 36 fuoricampo, 119 RBI e una media battuta di .267. A novembre del 2009 Bay divenne free agent.

### New York Mets (2010-2012)
Il 29 dicembre 2009 Bay firmò un contratto di 4 anni per un totale di 66 milioni di dollari con i New York Mets con un quinto anno opzionale.
La sua prima stagione ai Mets finì anticipatamente il 25 luglio 2010 a causa di un infortunio. Giocò solo 95 partite con 6 fuoricampo, 47 RBI e una media battuta di .259.
Bay iniziò la stagione 2011 nella lista infortunati per un problema alla costola. Rientrò il 21 aprile 2011 contro gli Houston Astros. L'8 agosto 2011 colpì il suo 200º fuoricampo della carriera contro i San Diego Padres.
Il 23 aprile 2012 nel tentativo di prendere al volo una pallina si fratturò una costola, e il giorno seguente venne messo sulla lista degli infortunati. Ritornò in campo l'8 giugno, ma dopo poche partite si infortunò nuovamente, e rimase fuori un altro mese, rientrando il 17 luglio.

### Seattle Mariners (2013)
Diventato free agent al termine della stagione 2012, a dicembre 2012 Bay ha firmato un contratto annuale con i Seattle Mariners. Ha giocato la sua ultima partita nella MLB il 26 luglio 2013, contro i Twins. È stato svincolato il 6 agosto, dopo che era stato messo designato per la riassegnazione il 29 luglio dalla franchigia. Bay ha annunciato ufficialmente il ritiro il 31 marzo 2014.

### Riconoscimenti
- 1 volta giocatore del mese della National League (maggio 2006)
- 5 volte giocatore della settimana della National League (2a settimana di agosto 2005, 3a e 4a settimana di maggio 2006, 4a settimana di maggio 2007, 2a settimana di settembre 2011)
- 1 partecipazione all'Home Run Derby (2005)
- 1 Pirates Heart And Hustle Award (2006)

### Top 10 in una stagione
- Media battuta (AVG): .306 nel 2005 (9º in NL)
- Media arrivi in base (OBP): .402 nel 2005 (8º in NL), .396 nel 2006 (8º in NL)
- Media bombardieri (SLG): .559 nel 2005 (8º in NL), .537 nel 2009 (10º in AL)
- On-base plus slugging (OPS): .961 nel 2005 (5º in NL), .928 nel 2006 (9º in NL), .921 nel 2009 (9º in AL)
- Punti (R): 110 nel 2005 (4º in NL), 103 nel 2009 (6º in AL)
- Basi per ball (BB): 95 nel 2005 (7º in NL), 102 nel 2006 (6º in NL), 94 (3º in AL)
- Valide (H): 183 nel 2005 (7º in NL)
- Doppi: 44 nel 2005 (4º in NL)
- Fuoricampo: 35 nel 2006 (10º in NL), 36 nel 2009 (3º in AL)
- Punti battuti a casa (RBI): 119 (2º in AL)

### Numeri di maglia indossati
- nº 2 con i San Diego Padres
- nº 38 con i Pittsburgh Pirates
- nº 44 con i Boston Red Sox
- nº 44 con i New York Mets
- nº 12 con i Seattle Mariners

## Nazionale
Con la nazionale di baseball del Canada ha disputato il World Baseball Classic 2006 e il World Baseball Classic 2009.